# Epilepsiehund
Epilepsiehunde (auch Signalhunde für Epilepsie oder Epilepsie-Warnhunde genannt) sind Assistenzhunde für Menschen mit Epilepsie. Sie sollen Patienten oder deren Umfeld warnen, dass in Kürze ein epileptischer Anfall beginnen wird (Anfalls-Warnhund, engl. seizure alert dog), oder sind speziell darauf trainiert, einem Epileptiker während eines Anfalls zu helfen (Anfalls-Hilfshund, engl. seizure response dog).

## Vorhersage von Anfällen
In einer Studie kanadischer Neurologen konnten 15 % der Hunde, die mit einem Epileptiker zusammenleben, dessen Anfälle „voraussagen“, ohne jemals bewusst darauf trainiert worden zu sein. 80 % der Hunde mit dieser Fähigkeit waren weiblich. Ebenfalls 80 % dieser Hunde gehörten zu den großen Rassen (Schäferhund, Rottweiler u. a.). 
Die Hunde in der Studie sagten einen Anfall durchschnittlich 2,5 Minuten vorher voraus, manche Hunde taten das aber auch mehrere Stunden vorher. Die Hunde zeigten den bevorstehenden Anfall oft durch häufiges Lecken des Gesichts des Epileptikers oder durch Winseln an. Oft bewahrten die Hunde den Epileptiker auch vor Verletzungen, indem sie ihn zum Beispiel vor einem Anfall daran hinderten, eine Treppe hinabzusteigen.
Es ist noch nicht geklärt, woran der Hund den bevorstehenden Anfall erkennt.

## Verhalten während eines Anfalls
Epilepsiehunde sind häufig darauf trainiert, dem Besitzer während eines Anfalls zu helfen, z. B. indem sie gefährliche Gegenstände aus der unmittelbaren Nähe des Betroffenen ziehen, eine Alarmklingel aktivieren oder Aufmerksamkeit auf den Epileptiker lenken.

## Ausbildung
Die Ausbildung von Epilepsiehunden ist eine noch recht junge Disziplin.
Im Gegensatz zu Blindenführhunden oder Gehörlosenhunden, die zunächst bei einem Trainer leben, kommen Epilepsiehunde teilweise bereits als Welpe zu ihren Epileptikern, wenn sie Anfälle vorhersagen sollen. So kann relativ schnell festgestellt werden, ob der Hund Vorhersage-Fähigkeiten besitzt, um diese dann weiter zu trainieren und dem Hund zusätzlich Hilfsverhalten beizubringen.
In anderen Ausbildungsarten werden (wie bei Assistenzhunden üblich) zunächst Hilfsfähigkeiten antrainiert, bevor die Hunde zu ihrem Besitzer kommen.

## Kritik
In einer 2013 veröffentlichten Arbeit wurden verschiedene Studien zu Epilepsiehunden analysiert. Die Autoren kommen zu dem Schluss, dass vor allem  spezifisch ausgebildete Anfallswarnhunde in der Lage sind, Anfälle vorherzusagen, aber keine validen Daten hinsichtlich der Zuverlässigkeit und der Spezifität des Warnverhaltens existieren, da das jeweils verwendete Versuchsdesign in allen Studien erhebliche methodische Mängel aufweise. Vor diesem Hintergrund halten sie es für fraglich, ob es gerechtfertigt ist, Hunde derartigen Stresssituationen auszusetzen.